# Aristide Briand
Aristide Briand, francoski politik, državnik in nobelovec, * 28. marec 1862, † 7. marec 1932, Pariz, Francija. 
Bil je dolgoletni predsednik francoske vlade, med letoma 1909 in 1929 je predsedoval kar šestkrat. Leta 1926 je prejel Nobelovo nagrado za mir.

## Zgodnje življenje
Rojen je v Nantesu v mali meščanski družini. Obiskal je Nantski licej leta 1877, kjer je spoznal in vzpostavil dobro prijateljstvo z Julesom Vernom. Za študij je izbral študij in kmalu vstopil v politiko, kjer se je lotil naprednih gibanj in pisal članke ter urejal časopis Laterne za kratek čas, nato časopis Petite République, ki ga je zapustil, da je ustanovil L'Humanité, v sodelovanju z Jeanom Jaurèsom.

## Aktivizem
Za časa svojega uredništva postane pomemben člen sindikalnega gibanja. Od leta 1894 postane viden voditelj Francoske socialistične partije. Leta 1902 po večin neuspešnih volitvah je bil izvoljen za poslanca. Sam se razglasi za pomembnega levičar, član levega bloka, ki bo poskrbel za nadzor poslancev desnice..
Že na začetku svoje poslanske kariere je Briand postal pomembno vpleten v ustavno vprašanje laičnosti oz. delitve države in cerkve. Kot delegiran poročevalec poslanske komisije pri pisanju zakona iz leta 1905 o ločitvi cerkve in države, je bil avtor poročila, ki je bilo odločilno pri sprejemu zakona. Z le rahlimi spremembami je uspel doseči sprejem zakona brez da bi povzročil težave v parlamentu poslanskim skupinam.
Te rahle spremembe, pa tudi zapleti pri izvrševanju zakona, so vodile do zapletov, na katere pa izvršna oblast ni našla pravih odgovorov. Četudi je sam še vedno ostal na oblasti kot minister v meščanski vladi, je združena socialistična partija leta 1906 njega izločila iz svojega članstva. Njegov odziv je bil, da socialisti morajo odprto sodelovati pri reformah radikalcev, če želijo doseči uresničitev svojih idej.
Je tudi prostozidar v loži Le Trait d'Union julija 1887, četudi ga loža ne vpiše kot člana. Loža se razglasi njega nevredna septembra 1889. Leta 1895 se pridruži loži Les Chevaliers du Travail, ki je nastala leta 1893.

## Premier Francije

### Pred vojno
Briand nasledi Clemenceaua kot premier leta 1909 do 1911, nato pa še enkrat za samo nekaj mesecev v letu 1913. 

### Prva svetovna vojna
Oktobra 1915 med prvo svetovno vojno po neuspešnem francoskem napadu in vstopu Bolgarije v vojno, Briand ponovno postane predsednik vlade in nadomesti Renéja Vivianija. Postane tudi minister za zunanje zadeve, saj nadomesti Théophileja Delcasséja  v zadnjih tednih prejšnje vlade. Po tem je vedno opravljal hkrati delo predsednika vladnega sveta in ministra za zunanje zadeve
V času prve svetovne vojne je Briand okupiran s položajem in konflikti med generali ter nizom vojnih porazov in zapletov. Še posebej pri tem izstopa general Joffre, ki je zapleten v kar nekaj takšnih sporov. Briand je bil na drugi strani obtožen, da v medvojnih razmerah na Solunski fronti želi omogočiti svoji ljubimki kraljevski prestol Grčije.
Briand ostaja leta 1916 na oblasti tudi po večkratnem izglasovanju zaupnic, poslanci mu dajo podporo 344-160 (šest mesec prej 440-80). 13. decembra Briand oblikuje novo, manjši vladni svet z novim ključnim generalom Lyauteyjem. Tokrat je zaupnica dosežena z razliko 30 glasov. Joffre je določen za odločilnega generala francoske vojske in svetovalca vlade. Joffre kmalu opusti to pozicijo, saj po njegovi oceni njemu ne omogoča nobene moči. Briand se odpove mestu premiera marca 1917 kot seštevek nesporazumov glede vojne strategije. Nasledi ga Alexandre Ribot.

### 1920-ta
Briand se vrne nazaj na oblast leta 1921. Briandova želja po ureditvi povojnih reparacij ni uspela ob okorelih stališč Nemčije. V pogajanjih ga je tako nasledil Raymond Poincaré. V razreševanju krize Porurja, ki ga je zasedla Francija in Belgija zaradi neplačevanja reparacij Nemčije, so Briandove pozicije postale ponovno sprejemljive in bil ponovno povabljen na sedež ministrstva za zunanje zadeve Quai d'Orsay leta 1925. Zunanji minister je ostal do svoje smrti leta 1932. V tem času je bil član 14-ih vladnih kabinetov, v treh tudi predsedujoči. 
Briand je izpogajal tudi dogovor Briand-Ceretti z Vatikanom, kjer je Francija imela vlogo posvetovanja glede imenovanja svojih škofov.

## Pakt Kellogg–Briand
Aristide Briand je prejel leta 1926 Nobelovo nagrado a mir skupaj s Gustavom Stresemannom iz Nemčije za mednarodne pakte v Locarnu (Austen Chamberlain iz Združenega kraljestva je prav tako prejel takšno nagrado leto prej iz podobnih razlogov).
Leta 1927 sta predlagala Briand in Frank B. Kellogg (ZDA, tedanji zunanji minister) univerzalni pakt, ki bi prepovedal vojno. Ideja je vodila do Pariškega pakta (1928), ki je prav tako imenovan Kellogg–Briand pakt.
Topli odnosi med Briandom in Stresemannom, vodilnima državnikoma svojih držav, so bili prekinjeni z nepričakovano smrtjo Stresemanna leta 1929. Kmalu zatem je preminil tudi Briand leta 1932.

## Briandov načrt za Evropsko unijo
Kot zunanji minister je Briand formuliral originalni predlog za ekonomsko evropsko unijo. Predlog je bil zvest temu, kar imenujejo Briandova Locarno diplomacija, njegov osebni odgovor na nemško gospodarsko rast in bodoči porast politične moči v evropskem prostoru. Njegovi predlogi so bili podani v govoru pred Ligo narodov 5.septembra 1929, leta 1930 je napisal tudi "Memorandum o organizaciji režima Evropske federalne unije" za vlado Francije. Njegova želja je bila ohraniti pogoje že podpisane Versajske mirovne pogodbe in tako obrzdati nekdanjega vojnega nasprotnika Francije. Briandov načrt je tako članicam nudil gospodarsko sodelovanje velikih industrializiranih območij Evrope, hkrati pa vojaško in varnostno sodelovanje na Vzhodni Evropi proti sovjetski grožnji revolucionarjev in organiziranih delavskih aktivistov. Bistvo je bilo ekonomsko sodelovanje, a ključno za sam dogovor je bila politična in njeno delovanje preko takšne unije.